# Necochea
Necochea je město v Argentině s přibližně 80 000 obyvateli. Leží 500 km jižně od Buenos Aires na pobřeží Argentinského moře. Je správním střediskem stejnojmenného partida v provincii Buenos Aires.
V polovině osmnáctého století sem pronikli jezuité, později vznikl statek rodiny Díaz Vélezů. Město bylo založeno v roce 1871 a pojmenováno podle generála Mariana Necochey, hrdiny války za argentinskou nezávislost. O rozvoj sídla se zasloužili přistěhovalci z Evropy, především Dánové. V roce 1911 získala Necochea městská práva.
Necochea patří k nejvýznamnějším argentinským obchodním přístavům, odkud se vyvážejí zemědělské produkty z okolní úrodné pampy. Nachází se zde také letiště. Město je významným letoviskem a v turistické sezóně sem přijíždí až 100 000 návštěvníků. V okolí se nachází 64 km pláží, město má příznivé subtropické podnebí. Rozvíjí se využívání větrné energie.
Přes řeku Quequén Grande byl v roce 1929 postaven visutý most pojmenovaný podle prezidenta Hipólita Yrigoyena. K turistickým atrakcím Necochey patří jehličnatý les Parque Miguel Lillo o rozloze 640 hektarů, vodopády na řece Quequén Grande a umělé jezero Lago de los Cisnes s vodním ptactvem. Přírodní zajímavostí jsou Las Grutas, jeskyně v pobřežních skalách vyhlodané mořským příbojem. V letech 1973 až 2020 bylo v provozu kasino.
V roce 1892 zde došlo k prvnímu případu v historii kriminalistiky, kdy byla daktyloskopie úspěšně použita k objasnění vraždy.